# Estadio Kaftanzoglio
El Estadio Nacional de Tesalónica Kaftanzoglio (en griego: Εθνικό Καυτανζόγλειο Στάδιο Θεσσαλονίκης) es un estadio de fútbol ubicado en Salónica, Grecia. Tiene una capacidad de 28 000 espectadores y cuenta con una pista de atletismo. Fue inaugurado el 27 de octubre de 1960 y renovado en 2003 para poder albergar partidos de fútbol de los Juegos Olímpicos de Atenas 2004.